# アメリカアカガエル属
アメリカアカガエル属（アメリカアカガエルぞく、属名：Lithobates〈リトバテス〉）は、おもにアメリカ大陸の北米からカナダ・アメリカ・メキシコと南下して、一部はペルー・ボリビア・ブラジルまでの南米に分布するカエルの仲間。1843年にオーストリアの動物学者・レオポルト・フィッツィンガーが設立。アカガエル科の下位に位置する階級。

## アメリカアカガエル属を編成する種
アメリカアカガエル属は下記の47種で編成されている。

### 現生種
| 画像 | 基本情報 |
| ---- | --- |
|      | リトバテス・アドレリ（仮名）学名：Lithobates adleri (Pérez-Ramos, 2023)分布：メキシコ                                                                                                |
|      | カニアナガエル学名：Lithobates areolatus (Baird & Girard, 1852)分布：アメリカ |
|      | リオグランデヒョウガエル学名：Lithobates berlandieri (Baird, 1859)分布：アメリカ、メキシコ                                                                                           |
|      | プレーンズヒョウガエル学名：Lithobates blairi (Mecham & al., 1973)分布：アメリカ |
|      | リトバテス・ブロウノルム（仮名）学名：Lithobates brownorum (Sanders, 1973)分布：メキシコ、ベリーズ、グアテマラ、ホンジュラス、ニカラグア                                             |
|      | コモンナンベイアカガエル学名：Lithobates bwana (Hillis & de Sá, 1988)分布：エクアドル、ペルー                                                                                        |
|      | ゴファーガエル学名：Lithobates capito (LeConte, 1855)分布：アメリカ |
|      | リトバテス・キキクアウトラ（仮名）学名：Lithobates chichicuahutla (Cuellar & al., 1996)分布：メキシコ                                                                                |
|      | リトバテス・キリカウエンシス（仮名）学名：Lithobates chiricahuensis (Platz & Mecham, 1979)分布：アメリカ、メキシコ                                                                   |
|      | リトバテス・コラ（仮名）学名：Lithobates cora (Pérez-Ramos & Luja-Molina, 2022)分布：メキシコ                                                                                        |
|      | リトバテス・ドゥンニ（仮名）学名：Lithobates dunni (Zweifel, 1957)分布：メキシコ |
|      | フィッシャーガエル学名：Lithobates fisheri (Stejneger, 1893)分布：アメリカ（タイプ産地のラスベガスに限っては絶滅）                                                                   |
|      | リトバテス・フロレシ（仮名）学名：Lithobates floresi (Pérez-Ramos & Luja-Molina, 2022)分布：メキシコ                                                                                 |
|      | フォラーアカガエル学名：Lithobates forreri (Boulenger, 1883)分布：メキシコなど |
|      | リトバテス・ヒッリシ（仮名）学名：Lithobates hillisi (Pérez-Ramos, 2023)分布：メキシコ                                                                                               |
|      | リトバテス・ヨニ（仮名）学名：Lithobates johni (Blair, 1965)分布：メキシコ |
|      | リトバテス・ユリアニ（仮名）学名：Lithobates juliani (Hillis & de Sá, 1988)分布：ベリーズ                                                                                            |
|      | タイセイヨウヒョウガエル学名：Lithobates kauffeldi (Feinberg & al., 2014)分布：アメリカ                                                                                              |
|      | リトバテス・レモセスピナリ（仮名）学名：Lithobates lemosespinali (Smith & Chiszar, 2003)分布：メキシコ                                                                               |
|      | リトバテス・レンカ（仮名）学名：Lithobates lenca (Luque-Montes & al., 2018)分布：ホンジュラス                                                                                        |
|      | リトバテス・マクログロッサ（仮名）学名：Lithobates macroglossa (Brocchi, 1877)分布：メキシコ、グアテマラ                                                                             |
|      | リトバテス・マクラトゥス（仮名）学名：Lithobates maculatus (Brocchi, 1877)分布：メキシコ、グアテマラ、エルサルバドル、ホンジュラス、ニカラグア                                       |
|      | リトバテス・マグナオクラリス（仮名）学名：Lithobates magnaocularis (Frost & Bagnara, 1974)分布：メキシコ                                                                             |
|      | リトバテス・メガポダ（仮名）学名：Lithobates megapoda (Taylor, 1942)分布：メキシコ                                                                                                   |
|      | リトバテス・ミアディス（仮名）学名：Lithobates miadis (Barbour & Loveridge, 1929)分布：ニカラグア（リトルコーン島）                                                                  |
|      | リトバテス・モンテズマエ（仮名）学名：Lithobates montezumae (Baird, 1854)分布：メキシコ                                                                                              |
|      | リトバテス・ネオウォルカニクス（仮名）学名：Lithobates neovolcanicus (Hillis & Frost, 1985)分布：メキシコ                                                                            |
|      | リトバテス・オミルテマヌス（仮名）学名：Lithobates omiltemanus (Günther, 1900)分布：メキシコ                                                                                         |
|      | ユタヒョウガエル学名：Lithobates onca (Cope, 1875)分布：アメリカ |
|      | アシビロガエル学名：Lithobates palmipes (Spix, 1824)分布：ペルー、エクアドル、コロンビア、ベネズエラ、トリニダード・トバゴ、ガイアナ、スリナム、フランス領ギアナ、ブラジル、ボリビア |
|      | カクモンガエル学名：Lithobates palustris (LeConte, 1825)分布：カナダ、アメリカ |
|      | ヒョウガエル学名：Lithobates pipiens (Schreber, 1782)分布：カナダ、アメリカ |
|      | リトバテス・シロノタ（仮名）学名：Lithobates psilonota (Webb, 2001)分布：メキシコ |
|      | リトバテス・プエブラエ（仮名）学名：Lithobates pueblae (Zweifel, 1955)分布：メキシコ                                                                                                 |
|      | リトバテス・プストゥロスス（仮名）学名：Lithobates pustulosus (Boulenger, 1883)分布：メキシコ                                                                                        |
|      | ウスグロゴファーガエル学名：Lithobates sevosus (Goin & Netting, 1940)分布：アメリカ                                                                                                  |
|      | リトバテス・シエッラマドレンシス（仮名）学名：Lithobates sierramadrensis (Taylor, 1939)分布：メキシコ                                                                                |
|      | リトバテス・スペクタビリス（仮名）学名：Lithobates spectabilis (Hillis & Frost, 1985)分布：メキシコ                                                                                  |
|      | ミナミヒョウガエル学名：Lithobates sphenocephalus (Cope, 1886)分布：アメリカ |
|      | リトバテス・タラウマラエ（仮名）学名：Lithobates tarahumarae (Boulenger, 1917)分布：アメリカ（再導入）、メキシコ                                                                     |
|      | リトバテス・タイロリ（仮名）学名：Lithobates taylori (Smith, 1959)分布：ニカラグア、コスタリカ、パナマ                                                                               |
|      | ソチミルコガエル学名：Lithobates tlaloci (Hillis & Frost, 1985)分布：メキシコ（ソチミルコ）                                                                                          |
|      | ベリーズガエル学名：Lithobates vaillanti (Brocchi, 1877)分布：ベリーズ、メキシコ、グアテマラ、ホンジュラス、ニカラグア、コスタリカ、パナマ、コロンビア、エクアドル                   |
|      | リトバテス・ビビカリウス（仮名）学名：Lithobates vibicarius (Cope, 1894)分布：コスタリカ、パナマ                                                                                     |
|      | リトバテス・ワルツェウィッキー（仮名）学名：Lithobates warszewitschii (Schmidt, 1857)分布：ホンジュラス、ニカラグア、コスタリカ、パナマ                                              |
|      | ソノラガエル学名：Lithobates yavapaiensis (Platz & Frost, 1984)分布：アメリカ、メキシコ                                                                                              |
|      | リトバテス・ツウェイフェリ（仮名）学名：Lithobates zweifeli (Hillis, Frost, & Webb, 1984)分布：メキシコ                                                                              |

### 化石種
ヒョウガエル種群に帰属するアメリカアカガエル属の化石種を下記に示す。
リトバテス・ブケッラ（仮名）
学名：Lithobates bucella (Holman, 1965)

‍
リトバテス・ドゥビトゥス（仮名）
学名：Lithobates dubitus (Taylor, 1942)

‍
リトバテス・ファイエアエ（仮名）
学名：Lithobates fayeae (Taylor, 1942)

‍
リトバテス・ミオケニクス（仮名）
学名：Lithobates miocenicus (Holman, 1965)

‍
リトバテス・モーレイ（仮名）
学名：Lithobates moorei (Taylor, 1942)

‍
リトバテス・パルウィッシムス（仮名）
学名：Lithobates parvissimus (Taylor, 1942)

‍
リトバテス・レクスロアデンシス（仮名）
学名：Lithobates rexroadensis (Taylor, 1942)

‍
リトバテス・ロボトコンディルス（仮名）
学名：Lithobates robotocondylus (Taylor, 1942)

‍

## 再編成された種
かつて本属に含まれていたウシガエル、ブロンズガエル、ブタゴエガエル、カワガエル、リトバテス・オカロオサエ（Lithobates okaloosae）、ミンクガエル、カーペンターガエルは属Aquaranaの種として、アメリカアカガエルは属Boreoranaの種として再編成された。

## データベース
- 検索ワード：Lithobates
  - 世界の両生類の種 / Amphibian Species of the World （英語）